# أرسينوي الرابعة
أرسينوي الرابعة (باليونانية: Ἀρσινόη؛ ولدت تقريبًا بين 68 و63 قبل الميلاد وتوفيت في 41 قبل الميلاد) هي الابنة الصغرى من أبناء بطليموس الثاني عشر الستة. حكمت مصر البطلمية مع شقيقها بطليموس الثالث عشر من 48 قبل الميلاد إلى 47 قبل الميلاد، وكانت واحدة من آخر أعضاء الأسرة البطلمية في مصر القديمة. أرسينوي الرابعة هي أيضًا الأخت غير الشقيقة لكليوباترا السابعة.
أدى تورط أرسينوي في حصار الإسكندرية عام 47 قبل الميلاد ضد أختها كليوباترا إلى القبض عليها ونقلها إلى روما كأسيرة حرب من قبل الحاكم الثلاثي الروماني يوليوس قيصر وذلك بعد هزيمة بطليموس الثالث عشر في معركة النيل. نفيت أرسينوي بعد ذلك إلى معبد أرتميس في أفسس في الأناضول الرومانية، وهناك أعدمت بأمر من الحاكم الثلاثي مارك أنطوني في عام 41 قبل الميلاد بناءً على طلب من عشيقته كليوباترا السابعة.